# Katarina Waters
Katarina Waters (Lüneburg, 10 de novembro de 1980) é uma ex-lutadora profissional e atriz de origem alemã e cidadania inglesa e americana. Ela é mais conhecida por seu tempo na Total Nonstop Action Wrestling, onde usou os nomes de ringue Katarina e Winter, e por sua passagem na WWE, onde atuou sob o nome de Katie Lea Burchill. Katarina passou muitos anos no circuito independente, especialmente na Frontier Wrestling Alliance, onde competiu com o nome de Nikita.
Após assinar com a WWE, Katarina competiu no antigo território de desenvolvimento da empresa, o Ohio Valley Wrestling (OVW), onde se tornou duas vezes campeã feminina, antes de ser promovida ao plantel principal. Após ser liberada da WWE em abril de 2010, Waters se juntou à TNA em agosto de 2010, adotando o novo nome de ringue, Winter. Durante seu primeiro ano na empresa, ela conquistou ambos os campeonatos femininos da promoção, começando com a vitória do Campeonato de Duplas das Knockouts ao fazer equipe com Angelina Love em dezembro de 2010 e, em seguida, conquistando o Campeonato das Knockouts duas vezes, em junho e agosto de 2011.

## Carreira

### Circuitos independentes
Waters começou com 18 anos na NWA UK Hammerlock e em 2005, foi para a Frontier Wrestling Alliance, onde ficou pouquíssimo tempo e, no início de 2006, se retirou e foi para o território de desenvolvimento da WWE: Ohio Valley Wrestling, onde conquistou dois reinados o título de mulheres e em 20 de fevereiro ela dá adeus e vai para a WWE.

### WWE
Katarina estreou no Raw como Katie Lea Burchill, ou simplesmente Katie Lea, como (kayfabe) irmã de Paul Burchill. No WrestleMania XXIV, Katie foi uma das lumberjills da Playboy BunnyMania Watch. Uma luta após o WrestleMania foi em duplas com Beth Phoenix em que derrotaram Mickie James e Maria.
Foi transmitido pelo WWE.com, no Heat em uma edição do WWE RAW em que ela e Burchill derrotaram Super Crazy em um Handicap Match.
No Night of Champions de 2008 ela lutou contra Mickie James valendo o WWE Women's Championship, mas perdeu.
Após isso foi transferida, juntamente com Paul Burchill, para a brand ECW, onde ajudava Paul em suas lutas.
Em uma edição da ECW a General Manager Tiffany retirou Katie Lea Burchill e Paul Burchill da WWE. Paul Burchill saiu da WWE oficialmente, Katie Lea retornou na brand RAW lutando contra Eve Torres na primeira fase do Divas Championship Tournament, onde saiu com uma derrota. Foi demitida em 22 de abril de 2010.

## Finishers e ataques secundários
- Kat Nap (Hair-pull backbreaker)
- Side slam backbreaker
- Lifting DDT
- Spinning backbreaker
- Fireman's carry drop
- Enzuigiri
- Missile dropkick

## Títulos e prêmios
- Ohio Valley Wrestling
  - OVW Women's Championship (2 vezes)
- Queens of Chaos

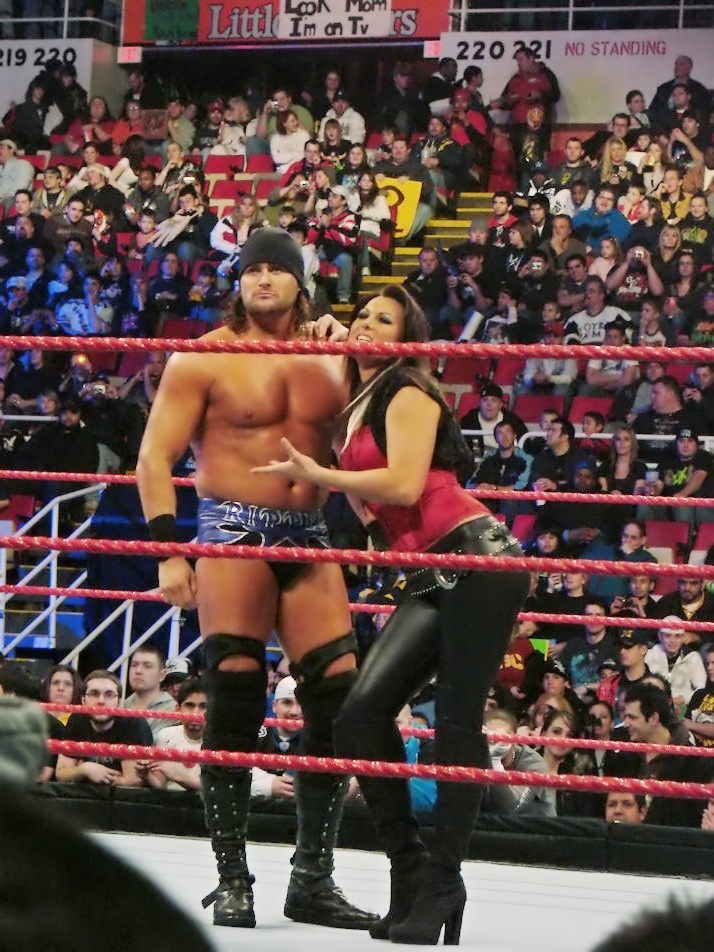
Katie Lea e Paul Burchill.

  - Queens of Chaos Championship (1 vez)
- Total Nonstop Action Wrestling
  - TNA Knockout Tag Team Championship (1 vez) - Angelina Love
  - TNA Knockouts Championship (2 vezes)
- Trans-Atlantic Wrestling Challenge
  - TWC Women's Championship Cup (2000)
- Family Wrestling Entertainment
  - FWE Women's Championship (1 Vez)